# 7,5cm KwK 42
7,5cm KwK 42 L/70 (z 7,5cm Kampfwagenkanone 42 L/70) byl německý tankový kanón ráže 75 mm vyvinutý a vyráběný firmou Rheinmetall-Borsig AG ve městě Unterlüß během druhé světové války. Tímto dělem byl vybaven například střední tank SdKfz.171 Panther a stíhač tanků SdKfz.162/1 Jagdpanzer IV/70(A)/(V). Na stíhači tanků nesl kanón označení 7,5cm Pak 42 (7,5cm Panzerabwehrkanone 42).